# Bob Van Reeth
Bob Van Reeth, född 26 januari 1943 i Temse, Flandern, Belgien, är en belgisk arkitekt. Under 1980-talet designade han en ny byggnad för universitetet Onze-Lieve-Vrouwecollege i Antwerpen. Bland senare byggnadsverk kan nämnas att han 2007 designade en utbyggnad av Westvleteren Abbey.